# Comuna Hjo
Hjo (Hjo kommun) este o comună din comitatul Västra Götalands län, Suedia, cu o populație de 8.805 locuitori (2013).

## Geografie

### Zone urbane
Lista celor mai mari zone urbane din comună (anul 2015) conform Biroului Central de Statistică al Suediei:
| Nr | Zona urbană | Pop.  |
| -- | ----------- | ----- |
| 1  | Hjo         | 6.203 |
| 2  | Korsberga   | 222   |

## Demografie
| \| Evoluția demografică în comuna Hjo, 1970–2015 \| Evoluția demografică în comuna Hjo, 1970–2015 \| Evoluția demografică în comuna Hjo, 1970–2015 \| Evoluția demografică în comuna Hjo, 1970–2015 \| Evoluția demografică în comuna Hjo, 1970–2015 \| \| ----------------------------------------------------------------------------------------------------- \| --------------------------------------------- \| --------------------------------------------- \| --------------------------------------------- \| --------------------------------------------- \| \| An \| \| \| Locuitori \| \| \| 1970 \| 1970 \| \| 7343 \| 7343 \| \| 1975 \| 1975 \| \| 7682 \| 7682 \| \| 1980 \| 1980 \| \| 8740 \| 8740 \| \| 1985 \| 1985 \| \| 8974 \| 8974 \| \| 1990 \| 1990 \| \| 9136 \| 9136 \| \| 1995 \| 1995 \| \| 9201 \| 9201 \| \| 2000 \| 2000 \| \| 8787 \| 8787 \| \| 2005 \| 2005 \| \| 8849 \| 8849 \| \| 2010 \| 2010 \| \| 8841 \| 8841 \| \| 2015 \| 2015 \| \| 8983 \| 8983 \| \| Sursa: SCB - Statistika Centralbyrån, Folkmängd efter region, civilstånd, ålder och kön. År 1968–2016 \| \| \| \| \| |      |  |           |      |
| Evoluția demografică în comuna Hjo, 1970–2015 |      |  |           |      |
| An |      |  | Locuitori |      |
| 1970 | 1970 |  | 7343      | 7343 |
| 1975 | 1975 |  | 7682      | 7682 |
| 1980 | 1980 |  | 8740      | 8740 |
| 1985 | 1985 |  | 8974      | 8974 |
| 1990 | 1990 |  | 9136      | 9136 |
| 1995 | 1995 |  | 9201      | 9201 |
| 2000 | 2000 |  | 8787      | 8787 |
| 2005 | 2005 |  | 8849      | 8849 |
| 2010 | 2010 |  | 8841      | 8841 |
| 2015 | 2015 |  | 8983      | 8983 |
| Sursa: SCB - Statistika Centralbyrån, Folkmängd efter region, civilstånd, ålder och kön. År 1968–2016 |      |  |           |      |